# 카루마 메이
카루마 메이(일본어: 狩魔冥; 1999~)는 역전재판 시리즈에 등장하는 가공의 인물. 검사이다. 영어판에서의 이름은 프란시스카 본 카르마(영어: Franziska von Karma)이다. 성우는 일본과 대한민국에서 스와베 유카리(게임2·3)/유미바 사오리(애니메이션)와 양정화가 맡았다.

## 개요
역전재판 1-4 장에 담당검사 카루마 고우의 범죄가 드러나 사형을 받는데, 그녀는 담당 변호사였던 나루호도 류이치에 대한 복수를 위해 미국에서 돌아온다. 
그녀의 주특기는 자신의 마음에 들지 않는 일이 있으면 채찍을 휘두르는 것이다.

## 이름의 유래
'카루마'는 '현세의 생활이 사후 생활에 영향을 미친다'는 뜻인 카르마에서 따온 것으로 추측된다. 또 메이(일본어: 姪)는 일본어로 조카딸이란 뜻이 있다고 한다. 영문명의 이름은 아버지 이름인 맨프레드 본 카르마(영어: Manfred von karma)에서 따온 것으로 추측된다.

## 경력
- 2017.6.19~22: <재회, 그리고 역전>(2-2) 담당검사
- 2017.12.28~30: <역전 서커스>(2-3) 담당검사
- 2019.2.8: <화려한 역전> (3-5)전반부 담당검사

## 관련인물
- 카루마 고우 - 아버지
- 미츠루기 레이지 - 동문수학한 동료 검사
- 나루호도 류이치 - 복수의 주대상
- 이토노코기리 케이스케 - 부하